# Nebettaui
Nebettaui (fl. XIII secolo a.C.) è stata una regina egizia della XIX dinastia, figlia e sesta Grande Sposa Reale del faraone Ramses II.

## Biografia
Nebettaui fu forse figlia della moglie più amata di Ramses, Nefertari, ma non si hanno certezze a proposito. Sussiste una sua raffigurazione, nelle vesti di regina, nel Tempio maggiore di Abu Simbel, presso il secondo colosso meridionale: porta una parrucca solenne, un modio e le due piume. Bintanath, regina anche lei, si erge accanto alla gamba sinistra del secondo colosso meridionale, Nebettaui accanto alla gamba destra, e Isinofret II di fronte al colosso. 
Nebettaui occupa il quinto posto nella processione delle principesse reali immortalata nel Tempio maggiore Abu Simbel; compare dietro Bintanath, Baketmut, Nefertari e Meritamon. Tutte le principesse agitano il sistro. Non compare invece nel Tempio minore: Nefertari è raffigurata con Meritamon ed Henuttaui
Nebettaui fu la terza figlia di Ramses II, dopo Bintanath e Meritamon, a divenire sposa simbolica del padre (forse dopo la morte di Meritamon). Ricoprì il ruolo di "Grande sposa reale" nel medesimo periodo del matrimonio diplomatico tra il padre Ramses II e la principessa hittita Maathorneferura, figlia di re Hattušili III, nell'anno 33° del suo regno (ca. 1246 a.C.). Sia Nebettaui che Bintanath ebbero il ruolo di rappresentanza di regine d'Egitto, coi titoli di Signora delle Due Terre, Grande Sposa Reale, Signora dell'Alto e Basso Egitto, Figlia del Re, del Suo corpo, la Sua amata. 

## Sepoltura
Fu sepolta nella tomba QV60 della Valle delle Regine, che venne saccheggiata già nell'antichità e divenne una cappella cristiana.